# 威廉·吉奥克
威廉·弗朗西斯·吉奥克（William Francis Giauque，1895年5月12日—1982年3月28日），美国化学家，1949年因对物质在接近绝对零度时表现出的性质的研究而获得诺贝尔化学奖。他在加州大学伯克利分校度过了几乎全部的教育及职业生涯。

## 早年
1895年5月12日，吉奥克在安大略省尼亚加拉瀑布城出世。由于父母是美国公民，他们一家回到美国，他在密歇根上了小学。1908年父亲去世，全家回到尼亚加拉瀑布城，他进入尼亚加拉瀑布城学院协会就读。毕业后他曾向尼亚加拉瀑布城的好几所电站求职，既为了赚钱，又能够继续电气工程的职业。当时他到处碰壁。
最后，他的申请被纽约州尼亚加拉瀑布城的胡克电化学公司接受，他最终被公司的实验室聘用。他对工作很感兴趣，并决心成为化学工程师。
工作2年后，他进入加州大学伯克利分校化学院，1920年获理学士学位。接着他进入伯克利的研究生院，先后成为大学研究员 
（1920年 - 1921年）、James M. Goewey研究员（1921年 - 1922年）。1922年获得化学博士学位，辅修物理。

## 研究
虽然他开始大学学习时想成为工程师，但在吉尔伯特·牛顿·路易斯的影响下他很快萌生了搞研究的兴趣。由于作学生时的出色表现，他于1922年成为伯克利的化学指导员。在担任了几种不同等级的教授之后，他于1934年成为化学正教授。他于1962年退休。

### 绝对零度
他在博士生导师乔治·欧内斯特·吉布森做实验比较甘油晶体和玻璃时，开始对热力学第三定律领域发生兴趣。
他研究的主要目的是通过一系列适当的实验来证明热力学第三定律是自然的基本定律。1926年，他提出了一种观察大大低于一开尔文（−272.15摄氏度）时物质特性的方法。1933年至1935年，他与D·P·麦克杜格尔所做的实验成功利用了这种方法。
他自己设计了一种磁致冷装置来达到理想的效果，即比其他科学家所想到的可能方法更加接近绝对零度。这个出色的工作不仅证明了一条自然的基本定律，而且使更高钢强度、更好的汽油和工业中许多更高效率的工序成为可能。
他和他学生的研究包括了一系列低温处理时的熵测定，尤其是压缩气体的测试。许多气体的熵和热力学属性是由统计力学、带谱与其他材料所支持的分子能级所决定的。
他与赫里克·约翰斯顿对氧气的熵进行的相关研究，导致了地球大气中氧17和氧18同位素的发现。

## 个人生活
1932年吉奥克与缪丽尔·弗朗西丝·阿什利结婚，他们有两个儿子。1982年3月28日他在加州伯克利去世。